# Cyworld
Cyworld (Coreà: 싸이월드) és un servei de xarxes socials sud-coreà. Cyworld es va convertir en una empresa independent desvinculant-se d'SK communication el 2014. Els membres estableixen relacions formant Ilchon (Coreà:, Hanja :一寸) o "amistats" entre si mitjançant la seva minihompy. Els avatars i les "mini-habitacions" (espais petits, decorables i semblants a uns apartaments en una projecció isomètrica) són característiques del servei, una experiència similar als Sims.
El "Cy" a Cyworld pot significar "ciber", però també és un joc de paraules de la paraula coreana per a "relació" (사이 () 'entre').
Cyworld és un equivalent aproximat a MySpace dels Estats Units, amb la principal diferència en què els ingressos es generen mitjançant la venda de dotori (Coreà: 도토리), o glans, que es poden utilitzar per comprar béns virtuals, com ara música de fons, mobles pixelats i electrodomèstics virtuals.
Cyworld també té operacions a la Xina i Vietnam.

## Història

### Visió general
Cyworld es va llançar el 1999 i va ser comprada per SK Communications el 2003. Es va convertir en una de les primeres empreses a obtenir beneficis de la venda de béns virtuals.
Cyworld era molt popular al mercat nacional, el 2005 s'afirmava que gairebé tots els sud-coreans de vint anys i el 25% de la població sud-coreana eren usuaris. El 2006, la seva base d'usuaris nacionals era de 19 milions, però va caure a 18 milions el 2008.
La recepció de Cyworld en alguns mercats estrangers no va resultar tan entusiasta i, el 2010, Cyworld havia finalitzat les seves operacions a Alemanya, Japó i els Estats Units. Actualment continua prestant servei al mercat xinès i vietnamita, on té bases de subscriptors de set milions i 450.000, respectivament.

### Etapes inicials
La idea de Cyworld va començar a l'agost de 1999 per l'organització estudiantil KAIST, el "club EC", un club que va assumir projectes empresarials en línia. Els membres del club van tenir la idea de crear un lloc web de xarxes socials mentre discutien temes per a un projecte de recerca. Tot i que la majoria dels membres del club van abandonar el projecte després de graduar-se, Dong-Hyung Lee va continuar per continuar el projecte, assumint el paper de CEO des de desembre de 1999.
La paraula "cy" és una paraula coreana que significa "entre persones", que subratlla l'aspecte de xarxa del lloc web i connota una estreta relació entre els usuaris del lloc web. No obstant això, la majoria dels usuaris malinterpreten "cy" com a abreviatura de "cyber" a causa del seu fortis ; "sai" correspon a una pronunciació més precisa d'una paraula coreana per a "entre". La naturalesa original del terme "cy" demostra la visió de Dong-Hyung Lee sobre el lloc. Volia crear una comunitat d'Internet que permetés a les persones establir relacions properes, en lloc d'una comunitat on la gent només buscava informació per a possibles empreses.
Cyworld en les seves primeres etapes era força diferent de l'actual. Era un lloc web que mostrava una llista de membres de la mateixa ciutat natal o escola. La llibreta d'adreces de cada membre es va actualitzar automàticament d'acord amb la informació personal que van proporcionar els seus membres. No era un lloc on la gent podia expressar-se, sinó més aviat un lloc web que permetia a la gent obtenir mitjans de contacte perquè els membres es poguessin trobar fora de línia. Cyworld en les seves primeres etapes va ser lluny de tenir èxit, una vegada que tenia un dèficit de 1.500 milions de won.

### Minihomepy

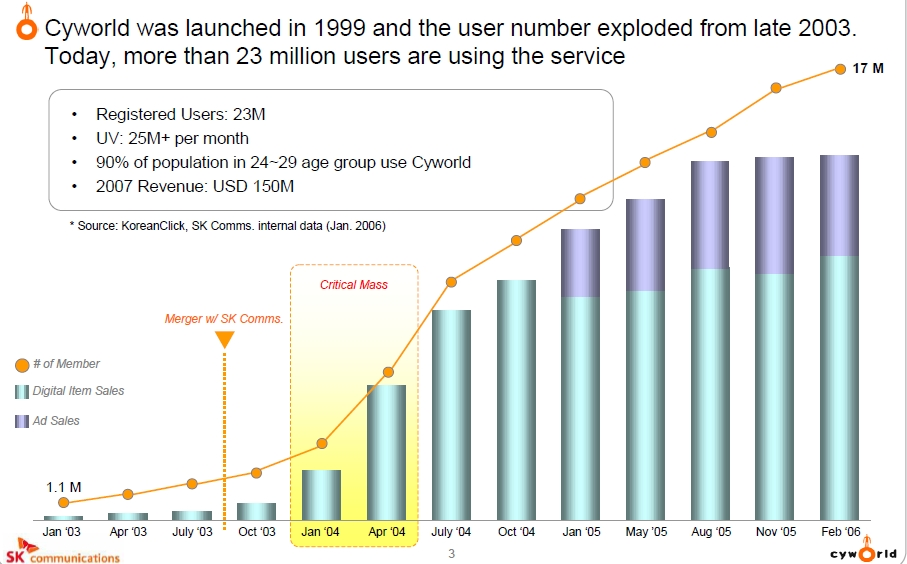
Gràfic que mostra la base de subscriptors de Cyworld.

A l'estiu del 2002, Cyworld va llançar el projecte "minihomepy", una última oportunitat per capgirar les coses abans que el negoci hagués de tancar-se. El CEO Dong-Hyung Lee va posar al proveïdor de continguts Ram Lee al capdavant del projecte. Va ser un èxit instantani.
La minihomepy, que ofereix molts mètodes d'expressió, tenia funcions com ara una imatge principal, història, perfil d'usuari, història de fotos, sala d'històries, música de fons, àlbum de fotos, diari, tauler d'anuncis, videoclips i enllaços de decoració. Un altre component de la minihomepy era la miniroom, una sala en línia decorativa amb mobles virtuals.
Una de les principals raons de l'èxit de minihomepy va ser la insatisfacció de la gent amb les "pàgines d'inici individuals" que prevalien a Corea en aquell moment. Tot i que les pàgines inicials individuals eren inicialment molt populars perquè permetien a la gent expressar-se en línia, el coneixement de la programació (per exemple, HTML, FTP) necessari per crear una pàgina inicial individual era massa descoratjador per a la majoria de la gent. Tot i que la barrera del coneixement es va resoldre parcialment a través de serveis de programació de pàgines d'inici com High Home (Hangul: still), encara quedava un problema important: els mitjans de comunicació entre usuaris individuals de la pàgina inicial estaven absents. Les pàgines inicials individuals eren com "illes encallades" al vast mar anomenat Internet. Minihomepy va abordar el desig de comunicació interpersonal. Les minihomepies eren fàcils de crear i mantenir. Les minihomepies tenien components com a registres de visitants i comentaris, que proporcionaven un mitjà de contacte, mentre que funcions com el diari i els taulers d'anuncis permetien l'expressió individual; va ser rebut amistosament pel públic. Els membres havien de convertir-se en Ilchons per tal d'accedir a les minihomepies de l'altre.
El servei de minihomepy es va llançar oficialment el 9 de setembre de 2002. Cyworld utilitza la seva pròpia forma de diners cibernètics, anomenats dotori (glans). Els articles per decorar les minihomepies i les mini-sales es podien comprar amb dotoris i la gent gastava diners voluntàriament en dotori, ja que la seva decoració minihomepy era percebuda com una expressió més d'ells mateixos.
Cyworld va obtenir un nou èxit quan el novembre del 2002, el seu competidor Freechal (un altre lloc de xarxa per a comunitats en línia) va decidir cobrar als seus usuaris 3.000 guanys al mes. Freechal també va anunciar plans per tancar comunitats gestionades per aquells que no van pagar la taxa. Aquesta política de "pagament o tancament" va provocar que una multitud de membres cancel·lessin les seves subscripcions i es moguessin a altres amfitrions de la comunitat en línia gratuïts, inclòs Cyworld.

### Fusió amb SK Telecom

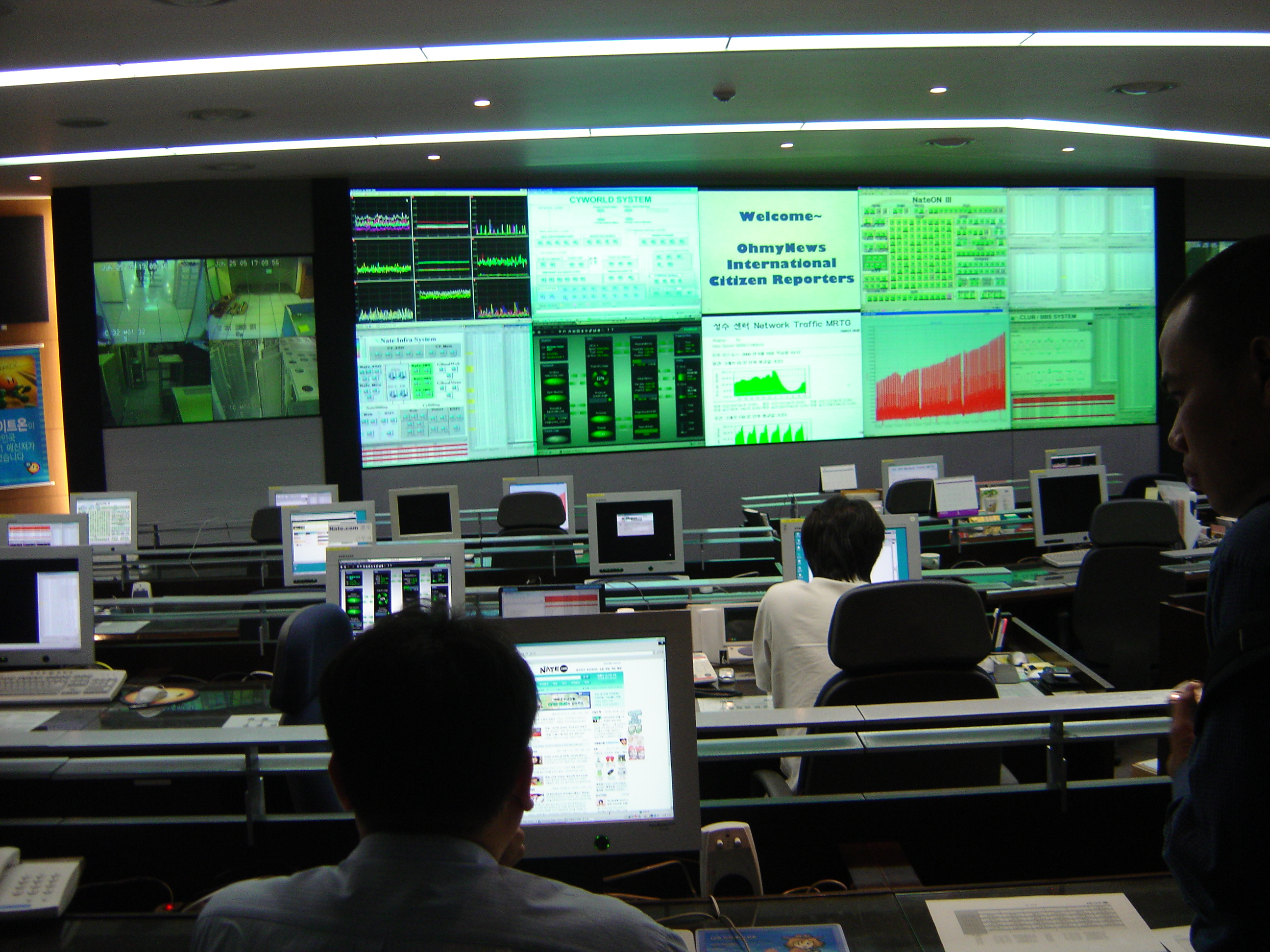
Sala de control de Cyworld a Seül, Corea. El funcionament del lloc és supervisat aquí pel personal de SK Communications.

L'agost de 2003, Cyworld es va fusionar amb SK Telecom, una empresa de comunicació coreana i propietària del domini Nate. El nombre de subscriptors que augmentava ràpidament es feia massa difícil per Cyworld per gestionar-lo tot sol, i SK va prometre recursos per a un major creixement del mercat. Tot i que es va incorporar al departament de la comunitat SK, Cyworld va conservar la seva marca, servei i independència. El conseller delegat de Cyworld Dong-Hyung Lee va ser nomenat director general del departament de Cyworld i va passar a ser el conseller delegat de Cyworld Japó el maig de 2005 fins que va deixar la companyia el desembre de 2008 per dedicar-se a altres aventures comercials.
La fusió va provocar immediatament un èxit de mercat important. A finals de 2003, Cyworld va donar lloc als termes "cyholic" (un addicte a Cyworld) i "cyjil" (jil és un joc de paraules coreà per a l'acció, de manera que cyjil significa fer activitats relacionades amb Cyworld). Cyworld es va convertir en una sensació entre el públic coreà, més que triplicar en visitants mensuals (de 2 milions a 7 milions) des de principis de 2003 fins a novembre de 2003.
L'èxit de Cyworld va créixer encara més quan va començar a col·laborar amb Nate-on, el servei de missatgeria en línia més gran de Corea i també propietat de SK. La col·laboració es va establir el 2005, cosa que va permetre als membres de Cyworld i Nate-on utilitzar tots dos serveis simultàniament iniciant la sessió en un sol lloc.
A principis de 2007, Cyworld va superar els 20 milions de membres pels seus serveis (aproximadament la meitat de la població de Corea del Sud) donant lloc al terme "era sa-chon", és a dir, és probable que dos membres de Cyworld siguin ilchons de Cyworld a través de menys de quatre connexions. El 2009, Cyworld va unificar el seu domini amb Nate de SK. Aquest moviment estava destinat a la "comoditat de l'usuari", ja que els dos dominis tenien més de 17 milions de membres superposats. No es va fer cap canvi significatiu al lloc després de la unió. A partir del 2011, Cyworld comptava amb més de 25 milions de membres.

### Fugida i disminució de dades del 2011
Quan Facebook va començar els seus serveis a Corea el 2009, Cyworld lentament va començar a perdre la seva condició d'únic servei SNS popular a Corea. Segons algunes investigacions, el disseny i la funció més senzills de Facebook eren més atractius i fàcils d'utilitzar que Cyworld. Com que Cyworld no oferia serveis globals, era un servei indesitjable per a les persones que volien contactar amb amics de tot el món. La introducció de telèfons intel·ligents al mercat també va ser un factor clau en el declivi de Cyworld, ja que tant Facebook com Twitter van oferir una interconnexió més forta amb les plataformes mòbils. Kakao Story, un servei de SMS exclusiu per a usuaris de telèfons intel·ligents, tenia avantatges sobre els seus rivals a causa de la seva connexió amb el servei mòbil KakaoTalk (Hangul: 카카오 톡), que té més de 55 milions de membres. La incapacitat de Cyworld per mantenir-se al dia amb la tendència va fer que quedés enrere al mercat.
La disminució de la quota de mercat de Cyworld es va agreujar encara més amb la filtració de dades del 2011. Al juliol de 2011, Cyworld / Nate va ser piratejat per delinqüents que van robar la informació personal de més de 35 milions d'usuaris. (Nate tenia 33 milions d'usuaris i Cyworld en tenia 25 milions i, junts, tenien uns 35 milions de membres.) La informació per a gairebé tots els membres de Cyworld / Nate i, per extensió, aproximadament el 70 per cent de la població coreana, estava compromesa. Els pirates informàtics van accedir al sistema de Cyworld mitjançant una adreça de protocol d'Internet amb seu a la Xina. Com que Cyworld / Nate requereix que els seus membres enviïn informació personal per obtenir la subscripció, la filtració de dades del 2011 va ser força perjudicial, ja que els pirates informàtics tenien els números de registre, els números de telèfon i les adreces de correu electrònic dels residents dels membres. Tot i que les comunicacions de SK van insistir que els números de registre i les contrasenyes dels residents estaven xifrats i és probable que no siguin maltractats ni tan sols en mans dels pirates informàtics, ningú va donar a l'empresa l'avantatge del dubte.
SK Telecom va prendre mesures per intentar minimitzar el dany, però aviat va ser inundat de demandes judicials que exigien una indemnització per la filtració. La filtració va generar costosos processos judicials per a la companyia, en un país pràcticament sense precedents en demandes col·lectives. El descontentament del públic amb la filtració de dades va conduir directament a la caiguda dels preus de les accions. La reputació de la companyia es va veure tacada i els coreans sensibles a la informació es van traslladar a un altre servei SNS després de la filtració. Aquest fenomen es va reflectir directament a les pàgines vistes de Cyworld / Nate. Entre març de 2011 i abril de 2012, els UV (Visitants únics) i PV (Page View) mensuals de Cyworld van caure de 21,5 milions i 7,5 milions a 16,5 milions i 1,7 milions, respectivament. Les estadístiques mostren que la caiguda dels raigs UV i PV es va fer més dramàtica després de la filtració de dades del juliol del 2011.
El setembre de 2012, SK Telecom va anunciar la seva decisió de permetre la pertinença a Cyworld sense obligar els membres a registrar números de registre de residents i noms reals. Es demanaria als futurs membres una quantitat mínima d'informació personal, com ara l'adreça de correu electrònic i la nacionalitat.
Al juliol de 2020, el lloc no admet TLS 1.2, cosa que fa que els navegadors emetin un advertiment. S'espera que el suport per a TLS 1.0 i 1.1 s'elimini de tots els principals navegadors durant la segona meitat del 2020. La configuració del servidor de Cyworld mostra que és vulnerable a diversos atacs coneguts i fixos.

### Mercat exterior
Després del seu èxit intern, Cyworld va començar a endinsar-se en mercats estrangers. El 2005 va iniciar els serveis a la Xina i, posteriorment, va entrar als mercats del Japó i Vietnam. Cyworld va perdre contra el japonès Mixi i va sortir del mercat japonès a l'agost del 2008. A partir del 2009, les seves operacions a la Xina i Vietnam eren més optimistes; tenia set milions i 450.000 membres, respectivament.
Cyworld va entrar al mercat nord-americà el 2006, creient que molts adolescents nord-americans utilitzarien diverses xarxes socials i buscaven un accés primerenc a un mercat que llavors creixia ràpidament. No obstant això, va perdre quota de mercat amb Facebook i va sortir del mercat nord-americà el febrer de 2010.
El 2006 Cyworld va entrar en una empresa conjunta amb una filial alemanya de Deutsche Telekom, T-Online, i va llançar la seva versió europea un any després. Forta competència de llocs com StudiVZ i Skyrock, així com un mercat saturat per a perspectives de futur tristes, i el 2008 Cyworld havia tancat les seves operacions.

### Propietat actual
El 2016, Cyworld va ser adquirida per Aire, inc., Propietat del fundador de Freechal, Jeon Jae-wan.
Cyworld va concloure el seu servei de minihompy el 31 de setembre de 2015 i renovarà una nova plataforma anomenada Cyhome. Aquests dies, el servei de xarxes socials Cyworld està preparat per a una actualització massiva i una activació del servei amb diverses campanyes de màrqueting. La corporació Cyworld també va a la següent etapa: obrir un nou servei. Es diu servei d'aplicacions QUE. És un servei de conservació de notícies que és capaç d'optimitzar la recomanació.

## Lloc web

### Ilchon
Ilchon és originalment una paraula coreana que denota relacions familiars molt properes, com ara entre un pare i un fill. Convertir-se en ilchon és com els usuaris de Cyworld comencen la seva interacció. L'usuari envia una sol·licitud ilchon perquè un altre usuari rebi. Si s'accepta la sol·licitud, els ilchons poden veure el contingut de la minihomepy de l'altre que no es posa a disposició dels que no són ilchons, com ara el diari i les seccions de fotos. També es pot assignar un interès ilchon a alguns dels seus amics. Si s'assigna l'interès ilchon, es notifica a l'usuari quan s'actualitza la pàgina principal de l'interès ilchon. Els usuaris també poden veure els estats en línia dels seus amics. Fins que no van sortir Twitter i Facebook, el sistema Il-Chon era una de les eines de xarxes socials en línia més populars a Corea.

### Dotori
Cyworld utilitza la seva pròpia moneda virtual anomenada dotori (()), o glans. Dong-Hyung Lee va encunyar el terme el 2002. Un dotori costa 100 won i s'utilitzen per comprar béns virtuals.
Com a unitat monetària de Cyworld, dotori és la principal font d'ingressos de l'empresa. El 2006, el 80% dels ingressos coreans de Cyworld es van generar a partir de la venda de béns virtuals. El servei CLINK s'ha llançat el 2018 per desenvolupar més l'ecosistema de la moneda digital.
CLINK ha substituït dotori com a podo durant el seu servei. CLINK també ha mostrat el coco com a moneda.

### Minihomepy
Minihomepy és essencialment un ciberespai assignat a cada membre de Cyworld. Mitjançant dotori, els usuaris poden decorar les seves minihomepies segons considerin oportú. Les funcions de Minihomepy inclouen el fons principal, la història, el perfil, la història de fotos, la sala d'històries, la música de fons, l'àlbum de fotos, el diari i el tauler d'anuncis, permetent l'expressió personal. El miniroom és una habitació virtual amb un minime (avatar), un espai d'autorepresentació que els usuaris poden decorar amb “articles” virtuals comprats amb els seus dotori. Dotori es pot utilitzar per comprar noves pells de fons, interiors de miniroom, música de fons, pancartes i tipus de lletra. També hi ha altres funcions especials, com ara ilchon padotagi, que són enllaços per navegar per les minihompies de companys ilchons, i padotagi aleatoris, enllaços per navegar per les minihompies de desconeguts.

### Club
Els clubs són comunitats en línia per a usuaris de mini-homepy de Cyworld. Com a la minihomepy, dotori es pot utilitzar per decorar les porres. No és molt diferent d'altres clubs en línia d'altres llocs web.

### Blog
El blog Cyworld no s'assembla als blogs d'altres llocs web. Dotori s'utilitza per decorar els blogs dels usuaris. Els blocs de Cyworld permeten a tothom accedir als seus continguts, però l'usuari pot fer que funcioni com una versió més de minihomepy i només pugui ser vist per ilchons. Els assistents, els registres de fotos i els taulers d'anuncis són funcions del blog. Els blogs Cyworld també enllacen amb NateOn.

### NateOn
Cyworld col·labora amb NateOn (Hangul: 네이트 온), un servei de missatgeria instantània àmpliament utilitzat a Corea. Si els usuaris de Cyworld compren fonts amb dotori a Cyworld, també poden utilitzar aquestes fonts amb NateOn.

### Que
Aplicació diària del servei d'informació de notícies

## Impacte
Cyworld ha exercit una influència significativa sobre la cultura d'Internet de Corea. L'autoexpressió és un desig que Cyworld pot satisfer; Cyworld ha proporcionat un espai cibernètic on els usuaris poden expressar fàcilment els seus sentiments als ilchons. També permet que l'espectador de la minihomepy d'una altra persona obtingui satisfacció en conèixer la vida de l'altra persona; no obstant això, els materials i els diaris penjats tendeixen a ser una mica semblants, si no pretensiosos, per obtenir la simpatia d'altres usuaris. Les minihompies van funcionar com a plataformes socials a través de les quals els usuaris podien expressar els seus trets personals i pensaments privats. Una altra característica única de Cyworld és el rastrejador que es mostra a la part superior esquerra de la minihomepy. Mostra dos números, anomenats avui (el nombre de visitants de la minihomepy aquell dia) i el total (el nombre total de visitants de la minihomepy). Si el nombre de visitants és elevat, el visitant assumeix que el propietari de la mini pàgina principal és popular. De fet, "Què té avui?" va ser una frase popular entre els usuaris de Cyworld, ja que molts van considerar que era un signe de popularitat. També es van produir eines en línia que manipulaven aquests indicadors de popularitat: per exemple, es va oferir un servei per augmentar el total actual dels clients.
Els diaris de celebritats eren molt populars, provocant milers de comentaris a cada entrada. Les minihomepies van començar a funcionar com una forma oficial d'aprendre sobre la vida de la celebritat, però les celebritats sovint controlaven les seves imatges públiques a través de les seves minihomepies. Les celebritats també han emprat minihomepies com a estratègia de màrqueting, utilitzant-les per millorar la seva imatge o per publicitar programes en què es troben.

## Premi
El 2006, Cyworld va rebre el Wharton Infosys Business Transformation Award per ser una organització que ha fet un ús òptim de les TIC per a la seva transformació.